# Doin' the omoralisk schlagerfestival
"Doin' the omoralisk schlagerfestival" är en sång från 1975 skriven av Ulf Dageby under namnet Sillstryparn.
Låten utgavs på singel 1975 på skivbolaget MNW där låten utgjorde skivans andra spår. De andra två låtarna stod Nationalteatern och Nynningen samt Risken Finns för. Skivan utgavs på vinylsingel.Låten framförs även i filmen Vi har vår egen sång – musikfilmen.
Låten tillkom med anledning av att Sverige 1975 för första gången arrangerade Eurovision Song Contest. Detta evenemang ansåg musikrörelsen vara ett kommersiellt jippo och   som motreaktion anordnades Alternativfestivalen där flera artister framförde kritik mot tävlingen. En av dessa var Sillstryparn, ett slags göteborgsk kabaréfigur spelad av Ulf Dageby. Låten bidrog tillsammans med övriga vänsterprotester till att Sverige ställde in sin medverkan i Eurovision 1976.

## Låtlista

### Sida A
1. Nationalteatern och Nynningen – "Recuerdelos en color" – 2:35 (Nicolo Christobald Jesus y Maria des Estramadura)
2. Sillstryparn – "Doin' the omoralisk schlagerfestival" – 4:35 (Sillstryparn)

### Sida B
1. Risken Finns – "Lyckan" – 5:10 (Gunnar Danielsson, Lars Fernebring)

## Förekomst på samlingsalbum
- 1976 – Alternativ festival: levande musik från Alternativfestivalen i Stockholm 17-22 mars 1975
- 2007 – Lägg av! Ni fattar ingenting: Göteborgsprogg 1970-80
- 2009 – Progg
- 2010 – För full hals: proggen 1967-1979

## Mottagande
"Doin' the omoralisk schlagerfestival" var kontroversiell inte minst därför att Stikkan Anderson i texten benämns som ett "cyniskt svin".

### Fotnoter
1. ↑  ”"Doin' the omoralisk schlagerfestival"”. Svensk mediedatabas. http://smdb.kb.se/catalog/search?q=omoralisk+schlagerfestival&sort=OLDEST. Läst 10 januari 2013.
2. ↑  ”"Doin' the omoralisk schlagerfestival"”. Progg.se. Arkiverad från originalet den 23 augusti 2010. https://web.archive.org/web/20100823094326/http://progg.se/band.asp?ID=25&skiva=166. Läst 10 januari 2013.
3. ↑  ”Vi har vår egen sång – musikfilmen”. Svensk Filmdatabas. http://sfi.se/sv/svensk-filmdatabas/Item/?itemid=4978&type=MOVIE&iv=Basic&ref=/templates/SwedishFilmSearchResult.aspx?id%3d1225%26epslanguage%3dsv%26searchword%3dVi+har+v%C3%A5r+egen+s%C3%A5ng+-+musikfilmen%26type%3dMovieTitle%26match%3dBegin%26page%3d1%26prom%3dFalse. Läst 17 juni 2013.
4. ↑  Altstadt, Ann Charlott (9 mars 2007). ”Sillstryparn, kom tillbaka!”. Aftonbladet. http://www.aftonbladet.se/kultur/huvudartikel/article10898110.ab. Läst 10 januari 2013.